# Bounty Hunters 2: Hardball
Bounty Hunters 2: Hardball is een Amerikaans/Canadese actiefilm uit 1997 geregisseerd door George Erschbamer met in de hoofdrollen Michael Dudikoff en Lisa Howard. De film is een vervolg op bounty Hunters uit 1996.

## Verhaal
De nonchalante Jersey Bellini (Michael Dudikoff) en zijn meer ernstige vrouwelijke partner B.B. (Lisa Howard) zijn premiejagers die gevluchte criminelen moeten opsporen. Wanneer B.B. voor de zoveelste keer beschoten wordt, geeft zij er de brui aan. Net op tijd, zo blijkt, want maffiabaas Mr. Wald (Tony Curtis) heeft genoeg van hun bemoeizucht en stuurt de meedogenloze Carlos (Steve Bacic) op pad om de premiejagers te vermoorden. Jersey en B.B. moeten tegen wil en dank weer samenwerken om de aanslagen te overleven.

## Rolverdeling
| Acteur           | Personage         |
| ---------------- | ----------------- |
| Michael Dudikoff | Jersey Bellini    |
| Lisa Howard      | B.B.              |
| Tony Curtis      | Wald              |
| Steve Bacic      | Carlos            |
| L. Harvey Gold   | Santos            |
| Pablo Coffey     | Theodore Tyler    |
| Reese McBeth     | 'Chili'           |
| April Telek      | Fiona             |
| Claire Riley     | Lieutenant Ortega |
| Garry Chalk      | Wasser            |
| Dale Wilson      | Chuck Ramsey      |
| Alex Green       | Bass              |
| Wayne Knechcel   | Vassone           |
| Harvey Dumansky  | Unger             |
| Robert Moloney   | Celia Goffman     |
| Charles Andre    | Bruno             |
| Randy Bird       | Officer Jones     |
| Kirk Jarrett     | Hitman            |